# Долганы

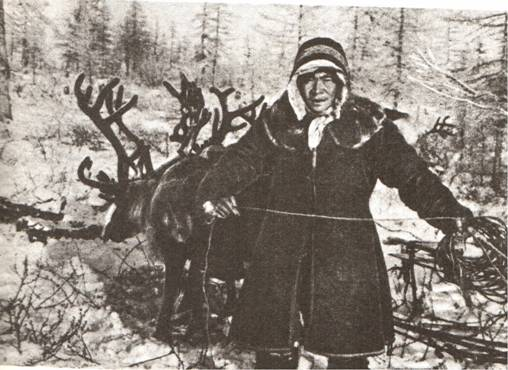
Долган-оленевод, начало XX века

Долга́ны (самоназвание — долган, һака (саха), якут.  тыа киһи) — тюркский народ в России (всего 8157 чел., в Таймырском Долгано-Ненецком муниципальном районе Красноярского края ок. 5500 чел., в Якутии ок. 1900 чел.), коренное население Таймыра. Национальный язык — долганский, который некогда считался диалектом якутского языка. Исповедуют тенгрианство, шаманизм и православие.

## История и общество

Расселение долган в ДФО по городским и сельским поселениям в %, перепись 2010 г.

Расселение долган в СФО по городским и сельским поселениям в %, перепись 2010 г.

Долганская народность сложилась в XIX — начале XX вв. из переселившихся в XVIII веке после прихода туда Московского царства и Российской империи с рек Лена и Оленёк эвенков, якутов, местных эвенков, отдельных семей энцев и так называемых затундренных крестьян. Энциклопедический словарь Брокгауза и Ефрона, издававшийся в конце XIX — начале XX веков, отмечает, что «некоторая часть якутов перешла в Енисейскую губернию, в Туруханский край, где они успели совершенно объякутить долган — небольшое тунгусское племя, точно так же, как и русских, заброшенных в дальние углы Якутского края». В. В. Ушницкий в своей работе «Тунгусские роды Якутии XVII в.: вопросы происхождения и этнической принадлежности» пишет:
Есть две точки зрения по вопросу о происхождении долган. Первая заключается в том, что долганы — самостоятельный по происхождению этнос, со своей самостоятельной культурой и языком, а вторая — в том, что долганы являются одной из групп северных якутов-оленеводов. Заслуживает внимания историческая фигура Дыгынчи — князца долганов. Он же на Яне упоминается как князец «юкагиров». Видимо, долганы бежали на Яну к юкагирам. Его образ вошёл в фольклор северных якутов-оленеводов под именем Даринчи, его сын Юнгкээбил уже жил и действовал на Оленьке. Таким образом, весьма характерно, что северные якуты юкагиро-тунгусского богатыря (Юнгкээбил означает «юкагир») уже считали своим героем. По В. А. Кейметинову, этноним долган относился к метисным группам.
У долган долгое время не было общего самоназвания и они именовали себя по имени рода. Этноним «долган» происходит от наименования одного из эвенкийских родов «долган»/«дулгаан» (букв. «средний», «срединный», «внутренний»). С 1935 года в Таймырском национальном округе было принято официальное наименование долган — саха. По переписи 1939 года долганы были отнесены к якутам, а по переписи 1959 года согласно словарю национальностей выделялись как отдельный народ, но при публикации были отнесены к якутам.
Динамика численности долганского населения:
Численность долган в населённых пунктах в 2002 г.:
Красноярский край:
- город Дудинка 757
- село Хатанга 637
- посёлок Новорыбная 635
- посёлок Сындасско 523
- посёлок Хета 402
- посёлок Катырык 362
- посёлок Попигай 346
- посёлок Волочанка 300
- посёлок Усть-Авам 300
- посёлок Кресты 289
- посёлок Новая 247
- посёлок Жданиха 244
- посёлок Хантайское Озеро 224
- город Норильск 152
- посёлок Левинские Пески 112

Республика Саха (Якутия):
- село Юрюнг-Хая 611
- село Саскылах 364
- город Якутск 107

Считаются самым северным тюркоязычным народом мира. Казаки, которые принесли с собой православие, давали долганам при крещении свои фамилии: Кудряков, Жарков, Чуприн, Поротов. Фамилии сохранились до сих пор.

### Доля долган по районам и городам России (по переписи 2010 года)
(указаны муниципальные образования, где доля долган в численности населения превышает 5 %):
| муниципальный район, городской округ             | Субъект РФ   | % долган |
| Анабарский национальный (долгано-эвенкийский) МР | Саха         | 42,4     |
| Таймырский Долгано-Ненецкий МР                   | Красноярский | 15,7     |

## Язык
Долганский язык входит в якутскую группу тюркских языков. В его основе лежит якутский язык, который подвергся воздействию эвенкийского. По мнению Е. И. Убрятовой, долганский язык сложился в результате распространения якутского языка среди эвенков рода Дулган в конце XVI века и позднее среди других групп эвенков.
В долганском языке выделяются норильский, пясинский, авамский, хатангский и попигайский говоры. В 1973 году вышла первая книга на долганском языке — сборник стихов «Бараксан» Огдо Аксёновой, а в 1984 году появился долганский букварь. Долганская письменность на основе русского алфавита была официально принята в 1970 году.

## ДНК
По данным генетиков, у долганов наиболее распространены Y-хромосомные гаплогруппы C — 37,3 %, N1a1-Tat (ранее N1c) — 22,4 %. Далее следуют Y-хромосомные гаплогруппы R1a (16,4 %), N1a2b-P43 (ранее N1b) (11,9 %), I и R1b — по 1,5 % и Q (1,4 %).